# Prusewo (przystanek kolejowy)
Prusewo – nieczynny przystanek kolejowy w Prusewie na linii kolejowej nr 230 Wejherowo – Garczegorze, w województwie pomorskim.